# Jens Müller
Jens Müller (ur. 6 lipca 1965 w Torgau) – niemiecki saneczkarz startujący w jedynkach, dwukrotny medalista olimpijski oraz wielokrotny medalista mistrzostw świata i Europy.

## Kariera
Na igrzyskach olimpijskich startował cztery razy, zdobywając dwa medale. W debiucie, podczas igrzysk w Calgary w 1988 roku, wywalczył złoty medal. W ostatnim występie, na igrzyskach w Nagano dziesięć lat później był trzeci. W zawodach tych wyprzedzili go jedynie jego rodak - Georg Hackl oraz Włoch Armin Zöggeler. Na mistrzostwach świata zdobył czternaście medali, w tym cztery złote. Triumfy odnosił w jedynkach na MŚ w Sankt Moritz (2000) oraz w drużynie mieszanej na MŚ w Calgary (1990), MŚ w Winterbergu (1991) i MŚ w Lillehammer (1995). Wicemistrzem świata zostawał siedmiokrotnie, trzy razy indywidualnie (1987, 1989 i 1999) i cztery razy w drużynie (1989, 1996, 1997 oraz 2000). Na swoim koncie ma również trzy medale brązowe zdobyte w jedynkach w latach 1985, 1990 i 1996. Na mistrzostwach Europy wywalczył osiem medali, w tym pięć złotych. Dwukrotnie wygrywał w jedynkach (w 1996 i 2000), a trzykrotnie w drużynie mieszanej (w 1990, 1996 oraz 1998). Dwukrotnie zajmował drugie miejsce (w 1986 w jedynkach i w 1988 w drużynie), a raz był trzeci (w 1990 w jedynkach). W Pucharze Świata siedmiokrotnie zajmował miejsce na podium klasyfikacji generalnej, jednak nigdy nie zwyciężył.

## Osiągnięcia

### Igrzyska olimpijskie
| Rok  | Miejsce     | Jedynki |
| ---- | ----------- | ------- |
| 1988 | Calgary     | 1.      |
| 1992 | Albertville | 5.      |
| 1994 | Lillehammer | 8.      |
| 1998 | Nagano      | 3.      |

### Puchar Świata

#### Miejsca na podium w klasyfikacji generalnej
| Sezon     | Miejsce |
| --------- | ------- |
| 1987/1988 | 3.      |
| 1988/1989 | 2.      |
| 1990/1991 | 3.      |
| 1994/1995 | 3.      |
| 1996/1997 | 2.      |
| 1998/1999 | 3.      |
| 1999/2000 | 2.      |